# Требостово
Требостово (слч. Trebostovo) насељено је мјесто са административним статусом сеоске општине (слч. obec) у округу Мартин, у Жилинском крају, Словачка Република.

## Становништво
| Година:    | 1994. | 2004.   | 2014.    | 2024.    |
| ---------- | ----- | ------- | -------- | -------- |
| Број људи: | 431   | 455     | 538      | 651      |
| Разлика:   |       | +5,56 % | +18,24 % | +21,00 % |

| Година:    | 2023. | 2024.   |
| ---------- | ----- | ------- |
| Број људи: | 639   | 651     |
| Разлика:   |       | +1,87 % |

Према подацима о броју становника из 2011. године насеље је имало 495 становника.